# Máy tính lượng tử

Cách biểu diễn bằng Mặt cầu Bloch cho một qubit, yếu tố cơ bản trong máy tính lượng tử.

Máy tính lượng tử (còn gọi là siêu máy tính lượng tử) là một thiết bị tính toán sử dụng trực tiếp các hiệu ứng của cơ học lượng tử như tính chồng chập và vướng víu lượng tử để thực hiện các phép toán trên dữ liệu đưa vào. Máy tính lượng tử có phần cứng khác hẳn với máy tính kỹ thuật số dựa trên tranzitor. Trong khi máy tính kỹ thuật số đòi hỏi dữ liệu phải được mã hóa thành các chữ số nhị phân (bit), mà mỗi số được gán cho một trong hai trạng thái  (0 và 1), tính toán lượng tử sử dụng các qubit (bit lượng tử) mà chúng có thể ở trong trạng thái chồng chập lượng tử. Một trong các mô hình lý thuyết về máy tính lượng tử là máy Turing lượng tử hay còn gọi là máy tính lượng tử phổ dụng. Máy tính lượng tử có những đặc điểm lý thuyết chung với máy tính phi tất định (non-deterministic) và máy tính xác suất (probabilistic automaton computers), với khả năng có thể đồng thời ở trong nhiều trạng thái. Lĩnh vực máy tính lượng tử được Yuri Manin nêu ra lần đầu tiên vào năm 1980 và bởi Richard Feynman năm 1982. Máy tính lượng tử sử dụng tính chất spin đại diện cho các bit lượng tử cũng được hình thành khi khái niệm không thời gian lượng tử được đưa ra vào năm 1969.
Tính đến  năm 2014 tính toán lượng tử vẫn ở giai đoạn sơ khai nhưng đã có nhiều thí nghiệm nhằm thực hiện các phép tính lượng tử trên một số nhỏ các qubit. Cả phương diện thực nghiệm và nghiên cứu lý thuyết đều đang được triển khai, và chính phủ cũng như quân đội nhiều nước đã hỗ trợ cho các hoạt động nghiên cứu máy tính lượng tử ở cả mục đích dân sự và an ninh, như phân tích mã (cryptanalysis).
Máy tính lượng tử quy mô lớn sẽ có khả năng giải được các vấn đề phức tạp một cách nhanh hơn bất kỳ một máy tính cổ điển sử dụng các thuật toán tốt nhất hiện nay, như thuật toán Shor để phân tích số tự nhiên thành tích các số nguyên tố, hoặc mô phỏng hệ lượng tử nhiều hạt. Cũng có những  thuật toán lượng tử, như thuật toán Simon, cho phép máy tính hoạt động nhanh hơn bất kỳ một máy tính dựa trên thuật toán xác suất cổ điển. Tuy nhiên, khi có đủ thời gian và tài nguyên, máy tính cổ điển có thể thực hiện bất kỳ một thuật toán lượng tử. Tính toán lượng tử không vi phạm Luận đề Church–Turing.

## Dẫn chứng
1. ↑  "Quantum Computing with Molecules" article in Scientific American by Neil Gershenfeld and Isaac L. Chuang
2. ↑  Manin, Yu. I. (1980). Vychislimoe i nevychislimoe [Computable and Noncomputable] (bằng tiếng Nga). Sov.Radio. tr. 13–15. Bản gốc lưu trữ ngày 10 tháng 5 năm 2013. Truy cập ngày 4 tháng 3 năm 2013.
3. ↑  Feynman, R. P. (1982). "Simulating physics with computers". International Journal of Theoretical Physics. Quyển 21 số 6. tr. 467–488. doi:10.1007/BF02650179.
4. ↑  Deutsch, David (ngày 6 tháng 1 năm 1992). "Quantum computation". Physics World.
5. ↑  Finkelstein, David (1969). "Space-Time Structure in High Energy Interactions". Trong Gudehus, T.; Kaiser, G. (biên tập). Fundamental Interactions at High Energy. New York: Gordon & Breach.
6. ↑  New qubit control bodes well for future of quantum computing
7. ↑  Quantum Information Science and Technology Roadmap Lưu trữ ngày 10 tháng 8 năm 2011 tại Wayback Machine for a sense of where the research is heading.
8. ↑  Simon, D.R. (1994). "On the power of quantum computation". Foundations of Computer Science, 1994 Proceedings., 35th Annual Symposium on. tr. 116–123. doi:10.1109/SFCS.1994.365701. ISBN 0-8186-6580-7.
9. ↑  Quantum Computation and Quantum Information. tr. 202. {{Chú thích sách}}: Đã bỏ qua tham số không rõ |authors= (trợ giúp)

## Sách
- Nielsen, Michael và Chuang, Isaac (2000). Quantum Computation and Quantum Information. Cambridge: Cambridge University Press. ISBN 0-521-63503-9. OCLC 174527496.{{Chú thích sách}}:  Quản lý CS1: nhiều tên: danh sách tác giả (liên kết)